# 안드로메다자리 입실론 d
안드로메다자리 입실론 d는 태양과 비슷한 안드로메다자리 입실론 주위를 공전하는 외계 행성이다. 1999년 4월 제오프리 마시와 폴 버틀러가 발견했다. 펄사 PSR B1257+12을 제외하고, 이 행성의 발견으로 안드로메다자리 입실론별은 평범한 항성들 중 다수의 행성을 거느리고 있는 첫 번째 사례가 되었다. 입실론 d는 어머니 항성에서 세 번째로 가까운 존재이며, 현재까지 발견된 이 행성계의 구성원들 중 가장 바깥쪽을 돌고 있다.

## 발견
다른 많은 외계 행성들처럼 안드로메다자리 입실론 d는 시선속도법을 이용하여 발견되었다. 구체적으로, 어머니 항성 안드로메다자리 입실론 A의 스펙트럼 상에서 도플러 효과를 정교하게 측정하여 발견했다. 이 행성의 발견 당시 입실론별에는 이미 외계 행성 안드로메다자리 입실론 b가 있는 것으로 알려졌었지만, 이후 1999년 입실론별의 광도곡선으로는 b의 존재를 증명할 수 없는 것으로 드러났다.
1999년 샌프란시스코 주립대 및 하버드-스미소니언 천체물리학 센터의 과학자들은 독립적으로 입실론별의 광도곡선을 분석한 결과 행성이 3개 존재하는 것이 합리적이라고 결론을 내렸다. 기존의 b에 더하여 새로 발견된 두 개 행성에는 안드로메다자리 입실론 c, d의 이름이 각각 붙었다.

## 궤도 및 질량
지금까지 발견된 많은 ‘긴 공전주기를 지닌 외계 행성’들과 마찬가지로, c의 궤도 역시 큰 이심률을 갖고 있다. 이 이심률은 우리 태양계에 있는 행성들보다 훨씬 더 크며, 심지어 명왕성보다도 큰 값이다. c의 공전궤도는 어머니 항성의 생명체 거주가능 영역 내에 존재한다.
이 행성의 공전궤도가 크게 찌그러진 이유로, 지금은 행성계 밖으로 날아가고 없는 가상 행성과의 중력 섭동을 들고 있다. 가상 행성과의 조우로 인해 d는 어머니 항성으로 가까이 궤도를 옮겼고 가상 행성은 입실론 항성계를 이탈했다. 이후 d는 c와 중력 섭동을 계속 일으켰고 지금과 같이 c의 궤도를 크게 찌그러진 형태로 바꾸어 놓았다.
안드로메다자리 입실론 d를 발견할 때 쓰였던 방법은 시선속도법으로, 이 방법으로 알 수 있는 행성의 질량은 최솟값 뿐이다. d의 경우 이 값은 목성질량의 3.93배로 궤도경사각에 의해 얼마든지 최솟값보다 훨씬 큰 실제 질량값을 지닐 수 있다. 측정천문학적 방법을 통해 잰 궤도경사각은 155.5도이다. 만약 이 가정이 사실이라면, d의 질량은 목성의 9 ~ 10배 수준일 것이다.

## 특징
질량이 크기 때문에 딱딱한 표면이 존재하지 않는 가스 행성일 것으로 보고 있으며, 표면 근처에서의 중력은 지구의 10배 이상일 것으로 보인다. 간접적 방법을 통해 발견했기 때문에 이 행성의 실제 조성물질, 표면 온도 및 반지름 등은 밝혀지지 않았다. 이 행성의 조성물질이 목성과 비슷하며 화학적 균형을 이루고 있다고 가정하면, c의 상층부 대기에는 물의 구름이 존재할 것으로 보이며, 만약 이 가정이 사실일 경우 d는 목성과는 전혀 다른 외관을 지니고 있을 것이다.
안드로메다자리 입실론 d는 지구와 같은 액체 물이 존재하고, 지구가 태양으로부터 받는 양과 비슷한 자외선 복사를 받는, 어머니 항성의 생명체 거주가능 영역 내를 공전하고 있다. 시뮬레이션에 의하면 이 행성의 궤도 정도에 있는 암석 행성은 1년 내내 액체 물을 표면에 간직할 수 있을 것으로 보고 있다. 이는, 만약 안드로메다자리 입실론 d 주위에 지구와 비슷한 질량의 암석 위성이 존재한다면, 그 위성에는 외계 생명체가 존재할 가능성도 있음을 의미한다.

## 참고 문헌
1. ↑  Butler, R.;  외. (1999). “Evidence for Multiple Companions to υ Andromedae”. 《The Astrophysical Journal》 526: 916 – 927. doi:10.1086/308035.[깨진 링크(과거 내용 찾기)]
2. ↑  Butler, R.;  외. (2006). “Catalog of Nearby Exoplanets”. 《The Astrophysical Journal》 646: 505 – 522. doi:10.1086/504701.[깨진 링크(과거 내용 찾기)] (web version)
3. 1 2  Buccino, A.;  외. (2006). “Ultraviolet Radiation Constraints around the Circumstellar Habitable Zones”. 《Icarus》 183 (2): 491 – 503. doi:10.1016/j.icarus.2006.03.007.
4. ↑  Ford, E.;  외. (2005). “Planet-planet scattering in the upsilon Andromedae system”. 《네이처》 434: 873 – 876. doi:10.1038/nature03427.[깨진 링크(과거 내용 찾기)]
5. ↑  Han, I.;  외. (2001). “Preliminary Astrometric Masses for Proposed Extrasolar Planetary Companions”. 《The Astrophysical Journal》 548: L57 – L60. doi:10.1086/318927. 2019년 12월 13일에 원본 문서에서 보존된 문서. 2008년 7월 17일에 확인함.
6. ↑  Sudarsky, D.;  외. (2003). “Theoretical Spectra and Atmospheres of Extrasolar Giant Planets”. 《The Astrophysical Journal》 588 (2): 1121 – 1148. doi:10.1086/374331.
7. ↑  Williams, D., Pollard, D. (2002). “Earth-like worlds on eccentric orbits: excursions beyond the habitable zone”. 《International Journal of Astrobiology》 (Cambridge University Press) 1: 61 – 69. doi:10.1017/S1473550402001064.

## 같이 보기
- 안드로메다자리 입실론 b
- 안드로메다자리 입실론 c
- 타원궤도 가스행성
- 행성 거주가능성